# Emily Woodruff
Emily Woodruff z domu Smiley (ur. 19 kwietnia 1846 w Cincinnati, zm. 28 marca 1916 w Berwyn) – amerykańska łuczniczka, złota medalistka igrzysk olimpijskich w 1904 w Saint Louis. 

## Życiorys
Podczas igrzysk olimpijskich rozgrywanych w Saint Louis zwyciężyła w rywalizacji drużynowej, a także dwukrotnie zajęła 4. miejsce w konkurencjach Double National Round i Double Columbia Round.
Jej mąż Charles Woodruff również był łucznikiem, medalistą igrzysk olimpijskich w 1904.